# Sutawangi
Sutawangi is een bestuurslaag in het regentschap Majalengka van de provincie West-Java, Indonesië. Sutawangi telt 5155 inwoners (volkstelling 2010).